# Miss and Mrs. Cops
Pour plus de détails, voir Fiche technique et Distribution.
Miss and Mrs. Cops (hangeul : 걸캅스 ; RR : Geol Kapseu, littéralement « Les Filles flics ») est une comédie policière sud-coréenne écrite et réalisée par Jeong Da-won et sortie en 2019 en Corée du Sud.
Elle totalise près d'un million et demi d'entrées au box-office sud-coréen de 2019.

## Synopsis
Mi-young (Ra Mi-ran), une ex-flic légendaire, travaille depuis son mariage à un poste de bureau dans un commissariat. Ji-hye (Lee Sung-kyung), une nouvelle venue dans le métier, qui se trouve être sa belle-sœur, est assignée au même commissariat après avoir provoqué des ennuis. Elles se chamaillent, mais une affaire survient et elles commencent alors à mener l'enquête à deux.

## Fiche technique
- Titre original : 걸캅스
- Titre international : Miss and Mrs. Cops
- Réalisation : Jeong Da-won
- Scénario : Jeong Da-won
- Production : Kim Dong-joon, Lee Seo-yeol et Lee Seung-hyo
- Sociétés de production : Film Momentum
- Société de distribution : CJ Entertainment
- Pays d’origine :  Corée du Sud
- Langue originale : coréen
- Format : couleur
- Genre : comédie policière et action
- Durée : 107 minutes
- Date de sortie :
  - Corée du Sud : 9 mai 2019

## Distribution
- Ra Mi-ran : Mi-young
- Lee Sung-kyung : Oh Mi-sun, le premier amour de Pan-soo
- Yoon Sang-hyun : Jo Ji-Cheol
- Sooyoung : Yang Jang-mi
- Wi Ha-joon : Woo-joon
- Jeon Seok-ho : l'inspecteur Oh